# Josef Svennung
Josef Gusten Algot Svennung (* 7. Januar 1895 in Möcklarp, Gemeinde Vetlanda, Småland; † 11. März 1985 in Uppsala) war ein schwedischer Klassischer Philologe, Sprachwissenschaftler und Skandinavist. Er beschäftigte sich mit Sprache und Stilistik der lateinischen Fachschriftsteller, mit vulgärlateinischen Erscheinungen im Spät- und Mittellatein sowie mit den frühen Zeugnissen über Skandinavien und die Goten.

## Leben
Josef Svennung besuchte die Gymnasien in Växjö und Linköping und studierte ab 1913 Klassische Philologie, Sprachwissenschaft und Ur- und Frühgeschichte an der Universität Uppsala, wo er 1922 bei Per Persson mit einer Arbeit über den christlichen Theologen und Kirchenhistoriker Orosius zum Dr. phil. promoviert wurde. Ab 1923 lehrte er als Privatdozent an der Universität Uppsala und erwarb sich durch seine Studien zur lateinischen Fach- und Volkssprache, die er meist auf Deutsch oder Französisch verfasste, internationales Ansehen. Ab 1938 war er Mitglied der Kungliga Humanistiska Vetenskapssamfundet i Uppsala.
Nach einem Probevortrag im Frühling 1944 wurde er noch im selben Jahr (als Nachfolger von Gösta Thörnell) zum ordentlichen Professor für lateinische Sprache und Literatur an der Universität Uppsala ernannt. Die Kungliga Vitterhets Historie och Antikvitets Akademien in Stockholm wählte ihn am 1. Februar 1949 zum Arbeitenden Mitglied, die Bayerische Akademie der Wissenschaften wenig später zum korrespondierenden Mitglied. Von 1958 bis zu seiner Emeritierung 1961 war er Inspektor der småländischen Landsmannschaften. Er beteiligte sich auch an internationalen Forschungsunternehmen, verfasste zum Beispiel etymologische Einleitungen für den Thesaurus Linguae Latinae, bei dem er auch lange Zeit als Fahnenleser wirkte. Von 1951 bis 1964 war er Mitherausgeber der Zeitschrift Archivum latinitatis medii aevi, von 1956 bis 1973 Herausgeber der Zeitschrift Eranos. Acta philologica Suecana (nach dem Tod seines Kollegen Gudmund Björck).
Svennung beschäftigte sich bis ins hohe Alter mit der lateinischen Sprache und Literatur sowie mit den nordischen Sprachen. Schon früh, beginnend mit seiner Dissertation über die Sprache des Orosius, bildeten die lateinischen Prosaschriftsteller der Spätantike einen Forschungsschwerpunkt. Bei einer Forschungsreise in Italien entdeckte er in einer Handschrift der Biblioteca Ambrosiana (Codex Ambrosianus C 212 inf., 13./14. Jahrhundert) eine Schrift des lateinischen Fachschriftstellers Palladius über Veterinärmedizin, in der er das bis dahin unbekannte 14. Buch seines Werkes über die Landwirtschaft erkannte. Er gab 1926 die editio princeps dieses Werkteils heraus. Es folgten Monografien zu den spätlateinischen Rezensionen von Oreibasios’ medizinischen Kompilationen, zur lateinischen Lautlehre, zu den mittellateinischen Compositiones Lucenses und zur Bildersprache des Dichters Catull.
Von mittel- und neulateinischen Texten gelangte Svennung schließlich zu seinem zweiten Forschungsschwerpunkt, der Skandinavistik. Er untersuchte einerseits die antike Überlieferung über die nordischen Völker, insbesondere die Goten, andererseits die Orts- und Gewässernamen im Ostseeraum.
Zu Svennungs Schülern zählen die Sprachwissenschaftler und Philologen Birger Bergh, Sten Hedberg, Arne Melvinger, Alf Önnerfors und Jan-Olof Tjäder.

## Schriften (Auswahl)
- Orosiana. Syntaktische, semasiologische und kritische Studien zu Orosius. Uppsala 1922 (Dissertation)
- Palladii Rutilii Tauri Aemiliani viri illustris Opus agriculturae. Liber quartus decimus de veterinaria medicina. Göteborg 1926
- Wortstudien zu den spätlateinischen Oribasiusrezensionen. Uppsala 1932
- Untersuchungen zu Palladius und zur lateinischen Fach- und Volkssprache. Uppsala/Leipzig 1935
- Kleine Beiträge zur lateinischen Lautlehre. Uppsala 1936
- Compositiones Lucenses. Studien zum Inhalt, zur Textkritik und Sprache. Uppsala/Leipzig 1941
- Catulls Bildersprache. Uppsala/Leipzig 1945
- Belt und Baltisch. Ostseeische Namenstudien. Mit besonderer Rücksicht auf Adam von Bremen. Uppsala 1953
- Anredeformen. Vergleichende Forschungen zur indirekten Anrede in der 3. Person und zum Nominativ für den Vokativ. Uppsala/Wiesbaden 1958
- Scandinavia und Scandia. Lateinisch-nordische Namenstudien. Uppsala 1963
- Jordanes und Scandia. Kritisch-exegetische Studien. Stockholm 1967
- Zur Geschichte des Goticismus. Stockholm 1967
- Skandinavien bei Plinius und Ptolemaios. Kritisch-exegetische Forschungen zu den ältesten nordischen Sprachdenkmälern. Uppsala 1974

Herausgeberschaft
- Martin Luther: Tractatus de libertate christiana 1520. Berlin 1932 (Kleine Texte für Vorlesungen und Übungen 164)